# Eric Eichmann
Eric Eichmann (Margate, Florida, 1965. május 7. –) amerikai válogatott labdarúgó.

## Pályafutása

### Klubcsapatban
Margateben született Floridában. 1983 és 1987 között Clemson Egyetem labdarúgócsapatában a Clemson Tigers-ben játszott. 1987 és 1988 között Németországban a Werder Bremen II játékosa volt. 1988-től 1992-ig a Fort Lauderdale Strikers csapatát erősítette. 1996-ban 15 mérkőzésen pályára lépett az újonnan induló MSL-ben is a Kansas City Wizards színeiben.

### A válogatottban
1986 és 1993 között 29 alkalommal szerepelt az Egyesült Államok válogatottjában és 4 gólt szerzett. 1986. február 5-én egy Kanada elleni barátságos mérkőzésen mutatkozott be a nemzeti csapatban. Ekkor még főiskolára járt. Tagja volt az 1988. évi nyári olimpiai játékokon és az 1990-es világbajnokságon szereplő válogatott keretének is, de egyetlen mérkőzésen sem lépett pályára.

## Külső hivatkozások
- Eric Eichmann adatlapja a National-Football-Teams.com oldalon (angolul)

- Eric Eichmann adatlapja a worldfootball.net oldalon (angolul)
- Eric Eichmann (angol, francia, spanyol nyelven). FootballDatabase.eu
- Eric Eichmann (angol nyelven). olympedia.org